# Lista rodzajów Dolichopodidae
Lista rodzajów rodziny Dolichopodidae, która obejmuje około 200 rodzajów.
- Abatetia Miller, 1945
- Abbemyia Bickel, 1994
- Achalcus Haliday in Loew, 1857
- Achradocera Becker, 1922
- Acropsilus Mik, 1878
- Acymatopus Takagi, 1965
- Amblypsilopus Bigot, 1889
- Amesorhaga Bickel, 1994
- Anahydrophorus Becker, 1917
- Anasyntormon Dyte, 1975
- Anepsiomyia Bezzi, 1902
- Angiopus Meuffels & Grootaert, 1996
- Antyx Meuffels & Grootaert, 1991
- Aphrosylopsis Lamb, 1909
- Aphrosylus Haliday in Walker, 1851
- Apterachalcus Bickel, 1991
- Arachnomyia White, 1916
- Argentinia Parent, 1931
- Argyra Macquart, 1834
- Argyrochlamys Lamb, 1922
- Asyndetus Loew, 1869
- Atlatlia Bickel, 1986
- Australachalcus Pollet, 2005
- Austrosciapus Bickel, 1994
- Babindella Bickel, 1987
- Bathycranium Strobl, 1892
- Bickelia Grichanov, 1996
- Bickeliolus Grichanov, 1996
- Brevimyia Miller, 1945
- Calyxochaetus Bigot, 1888
- Campsicnemoides Curran, 1927
- Campsicnemus Haliday in Walker, 1851
- Cemocarus Meuffels & Grootaert, 1984
- Ceratopos Vaillant, 1952
- Chaetogonopteron De Meijere, 1913
- Cheiromyia Dyte, 1980
- Chrysosoma Guérin-Méneville, 1831
- Chrysotimus Loew, 1857
- Chrysotus Meigen, 1824
- Coelinium Parent, 1939
- Coeloglutus Aldrich, 1896
- Colobocerus Parent, 1933
- Condylostylus Bigot, 1859
- Coracocephalus Mik, 1892
- Corindia Bickel, 1986
- Craterophorus Lamb, 1921
- Cryptopygiella Robinson, 1975
- Cymatopus Kertész, 1901
- Cyrturella Collin, 1952
- Dactylonotus Parent, 1934
- Diaphorus Meigen, 1824
- Diostracus Loew, 1861
- Discopygiella Robinson, 1965
- Dolichophorus Lichtwardt, 1902
- Dolichopus Latreille, 1796
- Dominicomyia Robinson, 1975
- Dytomyia Bickel, 1994
- Enlinia Aldrich, 1933
- Epithalassius Mik, 1891
- Ethiromyia Brooks in Brooks & Wheeler, 2005
- Ethiosciapus Bickel, 1994
- Eucoryphus Mik, 1869
- Eudolichopus Frey, 1915
- Eurynogaster Van Duzee, 1933
- Euxiphocerus Parent, 1935
- Falbouria Dyte, 1980
- Fedtshenkomyia Stackelberg, 1927
- Filatopus Robinson, 1970
- Gheynia Meunier, 1899
- Gigantosciapus Grichanov, 1997
- Gonioneurum Becker, 1922
- Griphomyia Grootert & Meuffels, 1997

- Guzeriplia Negrobov, 1968
- Hadromerella De Meijere, 1916
- Halaiba Parent, 1929
- Halteriphorus Parent, 1933
- Harmstonia Robinson, 1964
- Helichochaetus Parent, 1933
- Helixocerus Lamb, 1929
- Hercostomus Loew, 1857
- Heteropsilopus Bigot, 1859
- Hydrophorus Fallén, 1823
- Hypocharassus Mik, 1879
- Hypophyllus Loew, 1857
- Hyptiocheta Becker, 1922
- Ischiochaetus Bickel & Dyte, 1989
- Katangaia Parent, 1933
- Keirosoma Van Duzee, 1929
- Kowmungia Bickel, 1987
- Krakatauia Enderlein, 1912
- Lagodechia Negrobov & Zurikov, 1996
- Lamprochromus Mik, 1878
- Lasiargyra Mik, 1878
- Leucodolichopus Frey, 1915
- Liancalomima Stackelberg, 1931
- Liancalus Loew, 1857
- Lichtwardtia Enderlein, 1912
- Liparomyia White, 1916
- Ludovicius Róndani, 1843
- Machaerium Haliday, 1832
- Mascaromyia Bickel, 1994
- Mastigomyia Becker, 1924
- Medetera Fischer von Waldheim, 1819
- Melanderia Aldrich, 1922
- Melanodolichopus Frey, 1915
- Melanostolus Kowarz, 1884
- Mesorhaga Schiener, 1868
- Metaparaclius Becker, 1922
- Microchrysotus Robinson, 1964
- Microcyrtura Robinson, 1964
- Micromedetera Robinson, 1975
- Micromorphus Mik, 1878
- Micropygus Bickel & Dyte, 1989
- Mischopyga Grootaert & Meuffels, 1989
- Muscidideicus Becker, 1916
- Nanomyina Robinson, 1964
- Narrabeenia Bickel, 1994
- Naufraga Bickel, 1992
- Negrobovia Bickel, 1994
- Nematoproctus Loew, 1857
- Neoparentia Robinson, 1967
- Neotonnoiria Robinson, 1970
- Nepalomyia Hollis, 1964
- Neurigona Róndani, 1856
- Neurigonella Robinson, 1964
- Nothobothrus Parent, 1931
- Nurteria Dyte & Smith, 1980
- Oedematopus Van Duzee, 1929
- Olegonegrobovia Grichanov, 1995
- Oncopygius Mik, 1866
- Orthoceratium Schrank, 1803
- Ortochile Latreille, 1809
- Ostenia Hutton, 1901
- Palaeoargyra Meunier, 1895
- Paleomedeterus Meunier, 1894
- Paracleius Bigot, 1859
- Paraclius Loew, 1864
- Paragymnopternus Bigot, 1890
- Paraliancalus Parent, 1938
- Paraliptus Bezzi, 1923
- Paralleloneurum Becker, 1902

- Paramedetera Grootaert & Meuffels, 1997
- Parasyntormon Wheeler, 1899
- Parathinophilus Parent, 1932
- Parentia Hardy, 1935
- Pelastoneurus Loew, 1861
- Peloropeodes Wheeler, 1890
- Peodes Loew, 1857
- Perithinus Haliday, 1832
- Phacaspis Meuffels & Grootaert, 1988
- Phalacrosoma Becker, 1922
- Phrudoneura Meuffels & Grootaert, 1987
- Physopyga Grootaert & Meuffels, 1989
- Pilbara Bickel, 1994
- Pinacocerus Van Duzee, 1930
- Plagioneurus Loew, 1857
- Plagiozopelma Enderlein, 1912
- Plectropus Haliday, 1832
- PolymedonOsten-Sacken, 1877
- Proarchus Aldrich, 1910
- Prochrysotus Meunier, 1908
- Prosystenus Negrobov, 1976
- Pseudargyra Van Duzee, 1930
- Pseudohercostomus Stackelberg, 1931
- Pseudoparentia Bickel, 1994
- Pseudosympycnus Robinson, 1967
- Pseudoxanthochlorus Negrobov, 1977
- Pterostylus Mik, 1878
- Retinitus Negrobov, 1978
- Rhaphium Meigen, 1803
- Rhynchoschizus Dyte, 1980
- Saccopheronta Becker, 1914
- Sarcionus Aldrich, 1901
- Scelloides Bickel & Dyte, 1989
- Scellus Loew, 1857
- Scepastopyga Grootaert & Meuffels, 1997
- Sciapus Zeller, 1842
- Scorpiurus Parent, 1933
- Scotiomyia Meuffels & Grootaert, 1997
- Septocellula Hong, 1981
- Sigmatineurum Parent, 1938
- Somillus Brethes, 1924
- Sphyrotarsus Mik, 1874
- Stenopygium Becker, 1922
- Stolidosoma Becker, 1922
- Sybistroma Meigen, 1824
- Symbolia Becker, 1921
- Sympycnidelphus Robinson, 1964
- Sympycnus Loew, 1857
- Syntomoneurum Becker, 1922
- Syntormon Loew, 1857
- Syntormoneura Curran, 1926
- Systenus Loew, 1857
- Tachytrechus Haliday in Walker, 1851
- Telmaturgus Mik, 1874
- Teneriffa Becker, 1908
- Tenuopus Curran, 1924
- Terpsimyia Dyte, 1975
- Tetrachaetus Bickel & Dyte, 1989
- Teuchophorus Loew, 1857
- Thambemyia Oldroyd, 1956
- Thinolestris Grootert & Meuffels, 1988
- Thinophilus Wahlberg, 1844
- Thrypticus Gerstäcker, 1864
- Trigonocera Becker, 1902
- Urodolichus Lamb, 1922
- Vetimicrotes Dyte, 1980
- Wheelerenomyia Meunier, 1908
- Xanthina Aldrich, 1902
- Xanthochlorus Loew, 1857
- Yumbera Bickel, 1992